# Rajd Dolnośląski 1974

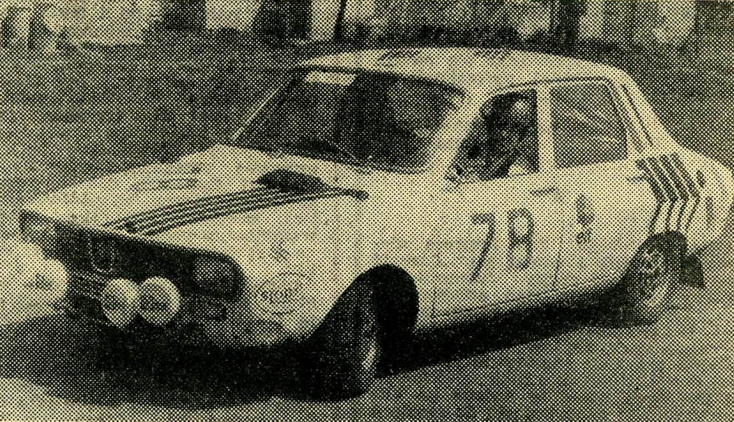
Zwycięzca rajdu – Błażej Krupa

18. Rajd Dolnośląski – 18. edycja Rajdu Dolnośląskiego. Był to rajd samochodowy rozgrywany od 17 do 19 maja 1974 roku. Była to druga runda Rajdowych Samochodowych Mistrzostw Polski w roku 1974. Rajd składał się z dziewięciu odcinków specjalnych i jednej próby szybkości górskiej. Został rozegrany na nawierzchni asfaltowej. Zwycięzcą rajdu został Błażej Krupa.

## Wyniki końcowe rajdu[1][2]
| Miejsce | Kierowca            | Pilot             | Samochód                          | Punkty | Czas      | Grupa Klasa |
| ------- | ------------------- | ----------------- | --------------------------------- | ------ | --------- | ----------- |
| 1       | Błażej Krupa        | Jerzy Landsberg   | Renault 12 Gordini                | 5997,0 | 1:39:57,0 | II/8        |
| 2       | Andrzej Jaroszewicz | Irena Jaroszewicz | Polski Fiat 125p 1600 Monte Carlo | 6228,0 | 1:43:48,0 | II/8        |
| 3       | Lelio Lattari       | Marek Szramowski  | Alfa Romeo 2000 GTV               | 6250,4 | 1:44:10,4 | I/9-13      |
| 4       | Maciej Sowiński     | Tadeusz Przybysz  | BMW 2002 Ti                       |        |           | I/9-13      |
| 5       | Janusz Wojtyna      | Romana Wojtyna    | Ford Capri 3000                   |        |           | II/9-13     |